# Lepa Ves
 Lepa Ves  falu Horvátországban Krapina-Zagorje megyében. Közigazgatásilag Donja Stubicához tartozik.

## Fekvése
Zágrábtól 24 km-re északra, községközpontjától 4 km-re északkeletre a Horvát Zagorje területén a megye déli részén fekszik.

## Története
A településnek 1857-ben 346, 1910-ben 593 lakosa volt. Trianonig Zágráb vármegye Stubicai járásához tartozott.  2001-ben 458 lakosa volt.

## Nevezetességei
Szent Kőrösi Márk tiszteletére szentelt kápolnája.

## Külső hivatkozások
Donja Stubica város honlapja